# Górzna
Górzna – wieś krajeńska w Polsce, położona w województwie wielkopolskim, w powiecie złotowskim, w gminie Złotów, przy trasie drogi wojewódzkiej nr 189.
Wieś szlachecka, własność wojewody płockiego Piotra Potulickiego, około 1580 roku leżała w powiecie nakielskim województwa kaliskiego. W latach 1975–1998 miejscowość administracyjnie należała do województwa pilskiego.
Według danych z 30 czerwca 2011 roku wieś liczyła 658 mieszkańców.